# Australian Championships 1929 - Doppio maschile
Il doppio maschile del torneo di tennis Australian Championships 1929 si è giocato dal 19 al 28 gennaio sui campi in erba del Memorial Drive Park di Adelaide in Australia.
Jack Crawford e Harry Hopman hanno sconfitto in finale Jack Cummings e Gar Moon col punteggio di 6–1, 6–8, 4–6, 6–1, 6–3.

## Tabellone

### Legenda
| - Q = Qualificato - WC = Wild card - LL = Lucky loser | - ALT = Alternate - SE = Special Exempt - PR = Protected Ranking | - w/o = Walkover - r = Ritirato - d = Squalificato |

### Fase finale
|  | Primo turno | Primo turno                         | Primo turno                         | Primo turno                         | Primo turno               | Primo turno               | Primo turno |  |  | Quarti di finale | Quarti di finale                | Quarti di finale                | Quarti di finale           | Quarti di finale           | Quarti di finale | Quarti di finale |   |   | Semifinali | Semifinali                      | Semifinali                      | Semifinali                 | Semifinali | Semifinali | Semifinali |   |   | Finale | Finale | Finale | Finale | Finale | Finale | Finale |  |
|  |             |                                     |                                     |                                     |                           |                           |             |  |  |                  |                                 |                                 |                            |                            |                  |                  |   |   |            |                                 |                                 |                            |            |            |            |   |   |        |        |        |        |        |        |        |  |
|  | (2)         | Ian Collins Colin Gregory           | Ian Collins Colin Gregory           | Ian Collins Colin Gregory           | 6                         | 6                         | 6           |  |  |                  |                                 |                                 |                            |                            |                  |                  |   |   |            |                                 |                                 |                            |            |            |            |   |   |        |        |        |        |        |        |        |  |
|  |             | Erny Barritt Dudley Middleton       | Erny Barritt Dudley Middleton       | Erny Barritt Dudley Middleton       | 3                         | 1                         | 1           |  |  | (2)              | Ian Collins Colin Gregory       | Ian Collins Colin Gregory       | 6                          | 4                          | 6                | 10               |   |   |            |                                 |                                 |                            |            |            |            |   |   |        |        |        |        |        |        |        |  |
|  |             | Cliff Harvey Bruce Walker           | Cliff Harvey Bruce Walker           | Cliff Harvey Bruce Walker           | 6                         | 6                         | 6           |  |  |                  | Cliff Harvey Bruce Walker       | Cliff Harvey Bruce Walker       | 3                          | 6                          | 2                | 8                |   |   |            |                                 |                                 |                            |            |            |            |   |   |        |        |        |        |        |        |        |  |
|  |             | Max Noble Tom Scaddan               | Max Noble Tom Scaddan               | Max Noble Tom Scaddan               | 2                         | 1                         | 1           |  |  |                  |                                 |                                 |                            |                            |                  |                  |   |   | (2)        | Ian Collins Colin Gregory       | Ian Collins Colin Gregory       | 6                          | 4          | 1          | 5          |   |   |        |        |        |        |        |        |        |  |
|  | 7           | Gar Hone Ron Hone                   | Gar Hone Ron Hone                   | Gar Hone Ron Hone                   | 6                         | 12                        | 6           |  |  |                  |                                 | 3                               | Jack Cummings Gar Moon     | Jack Cummings Gar Moon     | 3                | 6                | 6 | 7 |            |                                 |                                 |                            |            |            |            |   |   |        |        |        |        |        |        |        |  |
|  |             | George Vincent Keith Dalgleish      | George Vincent Keith Dalgleish      | George Vincent Keith Dalgleish      | 0                         | 10                        | 0           |  |  | 7                | Gar Hone Ron Hone               | Gar Hone Ron Hone               | 4                          | 4                          | 6                | 7                |   |   |            |                                 |                                 |                            |            |            |            |   |   |        |        |        |        |        |        |        |  |
|  | 3           | Jack Cummings Gar Moon              | Jack Cummings Gar Moon              | Jack Cummings Gar Moon              | 6                         | 6                         | 6           |  |  | 3                | Jack Cummings Gar Moon          | Jack Cummings Gar Moon          | 6                          | 6                          | 3                | 9                |   |   |            |                                 |                                 |                            |            |            |            |   |   |        |        |        |        |        |        |        |  |
|  |             | Arthur Cattanach Dudley Frankenberg | Arthur Cattanach Dudley Frankenberg | Arthur Cattanach Dudley Frankenberg | 1                         | 4                         | 1           |  |  |                  |                                 |                                 |                            |                            |                  |                  |   |   | 3          | Jack Cummings Gar Moon          | 1                               | 8                          | 6          | 1          | 3          |   |   |        |        |        |        |        |        |        |  |
|  | 4           | Pat O'Hara Wood Ernest Rowe         | Pat O'Hara Wood Ernest Rowe         | 6                                   | 6                         | 4                         | 6           |  |  |                  |                                 |                                 |                            |                            |                  |                  |   |   |            |                                 | 1                               | Jack Crawford Harry Hopman | 6          | 6          | 4          | 6 | 6 |        |        |        |        |        |        |        |  |
|  |             | F. McCracken J. S. D. Sweeting      | F. McCracken J. S. D. Sweeting      | 4                                   | 3                         | 6                         | 2           |  |  | 4                | Pat O'Hara Wood Ernest Rowe     | Pat O'Hara Wood Ernest Rowe     | 4                          | 6                          | 1                | 1                |   |   |            |                                 |                                 |                            |            |            |            |   |   |        |        |        |        |        |        |        |  |
|  | 6           | Bob Schlesinger Rupert Wertheim     | Bob Schlesinger Rupert Wertheim     | Bob Schlesinger Rupert Wertheim     | 6                         | 6                         | 6           |  |  | 6                | Bob Schlesinger Rupert Wertheim | Bob Schlesinger Rupert Wertheim | 6                          | 0                          | 6                | 6                |   |   |            |                                 |                                 |                            |            |            |            |   |   |        |        |        |        |        |        |        |  |
|  |             | Peter Hooper Keith Manthorpe        | Peter Hooper Keith Manthorpe        | Peter Hooper Keith Manthorpe        | 4                         | 2                         | 0           |  |  |                  |                                 |                                 |                            |                            |                  |                  |   |   | 6          | Bob Schlesinger Rupert Wertheim | Bob Schlesinger Rupert Wertheim | 3                          | 6          | 3          | 3          |   |   |        |        |        |        |        |        |        |  |
|  |             | Bruce Moore Dave Thompson           | Bruce Moore Dave Thompson           | Bruce Moore Dave Thompson           | Bruce Moore Dave Thompson | Bruce Moore Dave Thompson | w/o         |  |  |                  |                                 | 1                               | Jack Crawford Harry Hopman | Jack Crawford Harry Hopman | 6                | 4                | 6 | 6 |            |                                 |                                 |                            |            |            |            |   |   |        |        |        |        |        |        |        |  |
|  | 8           | Jim Black Don Turnbull              | Jim Black Don Turnbull              | Jim Black Don Turnbull              | Jim Black Don Turnbull    | Jim Black Don Turnbull    |             |  |  |                  | Bruce Moore Dave Thompson       | 2                               | 3                          | 9                          | 1                | r                |   |   |            |                                 |                                 |                            |            |            |            |   |   |        |        |        |        |        |        |        |  |
|  | 1           | Jack Crawford Harry Hopman          | Jack Crawford Harry Hopman          | Jack Crawford Harry Hopman          | 6                         | 6                         | 6           |  |  | 1                | Jack Crawford Harry Hopman      | 6                               | 6                          | 7                          | 3                |                  |   |   |            |                                 |                                 |                            |            |            |            |   |   |        |        |        |        |        |        |        |  |
|  |             | Ray Hone Morris Smith               | Ray Hone Morris Smith               | Ray Hone Morris Smith               | 2                         | 2                         | 0           |  |  |                  |                                 |                                 |                            |                            |                  |                  |   |   |            |                                 |                                 |                            |            |            |            |   |   |        |        |        |        |        |        |        |  |